# Rubus remotifolius
Rubus remotifolius är en rosväxtart som beskrevs av Plien.. Rubus remotifolius ingår i släktet rubusar, och familjen rosväxter. Inga underarter finns listade i Catalogue of Life.